# NGC 1665
NGC 1665 ist eine linsenförmige Galaxie vom Hubble-Typ S0 im Sternbild Eridanus am Südsternhimmel. Sie ist schätzungsweise 119 Millionen Lichtjahre von der Milchstraße entfernt und hat einen Durchmesser von etwa 65.000 Lj. 

Im selben Himmelsareal befinden sich u. a. die Galaxien NGC 1656, IC 2094, IC 2095, IC 2098.
Das Objekt wurde am 5. Oktober 1785 von William Herschel entdeckt.